# Parlamento Curto

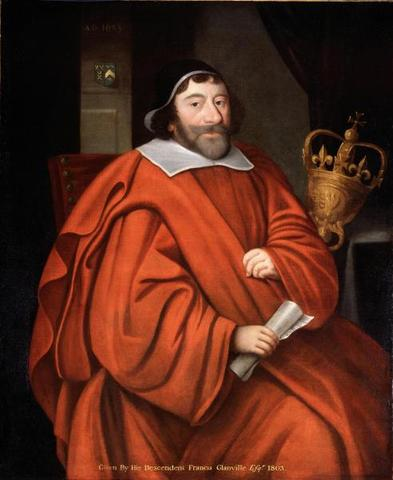
Sir John Glanville, Orador

O Short Parliament (em português: Parlamento Curto) foi um Parlamento da Inglaterra que foi convocado pelo rei Carlos I da Inglaterra em 20 de fevereiro de 1640 e sentou-se de 13 de abril a 5 de maio de 1640. Foi assim chamado por causa de sua curta duração de apenas três semanas.
Após 11 anos de tentativa de governo pessoal entre 1629 e 1640, Carlos chamou o Parlamento em 1640 a conselho de Lord Wentworth, recém-criado Conde de Strafford, principalmente para obter dinheiro para financiar sua luta militar com a Escócia nas Guerras dos Bispos. No entanto, como seus antecessores, o novo parlamento tinha mais interesse em corrigir queixas percebidas ocasionadas pela administração real do que em votar os fundos do rei para prosseguir sua guerra contra os Covenanters escoceses.
John Pym, deputado por Tavistock, rapidamente emergiu como uma figura importante no debate; seu longo discurso em 17 de abril expressou a recusa da Câmara dos Comuns de votar subsídios a menos que os abusos reais fossem abordados. John Hampden, em contraste, foi persuasivo em particular: ele participou de nove comitês. Uma enxurrada de petições sobre abusos reais estava chegando ao Parlamento do país. A tentativa de Carlos de cessar a cobrança do dinheiro do navio não impressionou a Câmara.
Irritado com a retomada do debate sobre o privilégio da Coroa e a violação do privilégio parlamentar pela prisão dos nove membros em 1629, e enervado com um próximo debate agendado sobre a deterioração da situação na Escócia, Carlos dissolveu o Parlamento em 5 de maio de 1640, depois de apenas três semanas de sessão. Foi seguido no final do ano pelo Long Parliament.